# Trigomphus svenhedini
Trigomphus svenhedini är en trollsländeart som först beskrevs av Sjöstedt 1932.  Trigomphus svenhedini ingår i släktet Trigomphus och familjen flodtrollsländor. Inga underarter finns listade i Catalogue of Life.